# 司法のあり方を検証・提言する議員連盟
司法のあり方を検証・提言する議員連盟（しほうのありかたをけんしょう・ていげんするぎいんれんめい）は、民主党会派の国会議員が結成した議員連盟。

## 概要
初会合は2010年（平成22年）4月28日に開かれた。その前日の4月27日には陸山会事件で不起訴処分とした小沢一郎に対し東京第5検察審査会が審査員11人の全会一致で「起訴相当」を議決をし、仮に検察が不起訴としても再度検察審査会が「起訴相当」議決をした場合は、強制起訴制度によって小沢一郎が強制的に起訴されることが報道される中で結成された。
議員連盟の会長は、衆議院法務委員長である滝実。事務局長は弁護士資格をもつ辻恵衆議院議員。参加者は20名で、小沢一郎に近いとされる石井一民主党選挙対策委員長、松木謙公衆議院議員、山尾志桜里衆議院議員らのほか、北教組事件で労組幹部が逮捕起訴となった小林千代美衆議院議員、鈴木宗男事件で収賄罪等で一二審有罪判決を受けて上告中の鈴木宗男新党大地代表らが参加している
。

## 提言
初会合では、検察審査会制度の見直しを求めていくことで一致した。滝実会長は、「司法制度改革は権力が独走する仕組みを変えるものだったのに、そうではない実態が出ている」とあいさつした。辻恵事務局長は、「国民感情で司法制度が大きく揺さぶられている。国民の感情で（不起訴となった人物を）被告席に簡単につけていいのか」と述べ、検察審査会制度制度の見直しを訴えた。民主党から参議院選出馬を打診されていた元東京地検特捜部検事で総務省顧問の郷原信郎も初会合に参加した。

## 批判
検察審査会の強制起訴制度は、民意を司法に反映させる目的で誕生し、しかも民主党は検察審査会法改正に賛成した経緯がある。民主党に不利な議決が出た翌日に、制度を変えようという動きを起こしたことには、審査会への圧力になる恐れもあり、党内、閣僚、識者等から「見識を疑う」「場当たり的」などの批判が出ている。

## 辻恵事務局長が検察審査会に説明要求
2010年（平成22年）5月26日、小沢一郎幹事長を不起訴とした東京地検の判断の是非を審査している東京第一検察審査会事務局に対し、「審査補助員の選任方法や標準的な審査期間について聞きたい」という名目で、辻本人と秘書が電話を入れ、衆院議員会館の事務所に来るよう呼びつけた。審査会側は要請に応じなかったが、政権与党の幹部が、政治的な中立が要求される検察審査会側に接触を図るのは極めて異例である。読売新聞が5月27日に行った取材に対し、辻は電話をかけたこと自体を否定した。しかし30日になってその事実を認め、さらに「制度論について問い合わせることは当然だ」「不適切とは思わない。事務局に電話することで、審理に影響があるはずがない。（電話を入れたことが）漏れることが問題だ」とも語った。
読売新聞は6月1日の社説「検察審への接触　民主党は政治介入を厳に慎め」で、この問題を取り上げ、辻個人の話ではなく、民主党の問題として厳しく批判した。産経新聞も6月1日の社説「【主張】検審への説明要求　圧力以外の何物でもない」で、「『圧力とは違う』という言い訳は通らない。審査会の独立性、中立性を侵害する行為であり、断じて認められない」と糾弾した。

## 参加していた議員
- 鈴木宗男：2010年（平成22年）に議員失職
- 小林千代美：2010年（平成22年）に議員辞職
- 松木謙公：2011年（平成23年）に除名
- 滝実：会長・2012年（平成24年）に引退
- 辻恵：事務局長・2012年（平成24年）に落選
- 山尾志桜里：2012年に落選（平成24年）に落選
- 石井一：2013年（平成25年）に落選